# Gerhard Großberger
Gerhard Großberger (* 1962 in St. Georgen am Steinfelde) ist ein österreichischer Fotograf und Fotokünstler.

## Leben
Großberger beschäftigte sich schon früh seit den 1970er Jahren mit Fotografie, damals noch mit analogem Material in der Dunkelkammer. Mit dem Umstieg auf einen rein digitalen Workflow begann er auch seinen Stil als Künstler neu zu definieren. Seine Werke sind narrative Inszenierungen, die an die Art eines Tableau vivant erinnern. Geschichten mit teils witzigen oder absurden Bildelementen, aber immer mit viel Eleganz. Gerhard Großberger verwendet auch das Pseudonym lumenesca, eine Abkürzung aus den lateinischen Wörtern lumen (Auge) und esca (Speise). Diese Wortkreation soll veranschaulichen, dass Kunst eine Nahrung für die Augen ist.
An die technische Qualität stellt er hohe Ansprüche. Das zeigt sich auch darin, dass er den gesamten Gestaltungsprozess, von der Idee über die fotografische Umsetzung bis zur Bearbeitung selbst verfolgt.
Seit 2014 lebt und arbeitet er als freischaffender Fotograf und Fotokünstler in Ulm, Deutschland.

## Auszeichnungen
- 2010 Trierenberg Super Circuit, Gold Medal of Excellence
- 2011 Trierenberg Super Circuit, Goldmedaille
- 2012 Trierenberg Super Circuit, Goldmedaille
- 2013 Trierenberg Super Circuit, Goldmedaille
- 2014 Hauptpreis "Action & Sport" beim fotoforum
- 2016 Trierenberg Super Circuit zwei Goldmedaillen
- 2016 Scottish Salon GPU Ribbon Award

## Ausstellungen
- 2010 als Preisträger bei "Die besten Bilder der Welt"
- 2011 Oskar Kokoschka Haus, Pöchlarn
- 2011 als Preisträger bei "Die besten Bilder der Welt"
- 2012 Galerie der Stadt Wels
- 2012 als Preisträger bei "Die besten Bilder der Welt"
- 2013 VHS Linz
- 2013 als Preisträger bei "Die besten Bilder der Welt"
- 2014 Galerie im 44er Haus Leonding[1]
- 2015 Galerie der Stadt Traun